# تاکاشی ناگای (کشتی‌گیر)
تاکاشی ناگای (永井 隆 Nagai Takashi, زادهٔ ۱۹ اکتبر ۱۹۳۶) کشتی‌گیر سابق اهل ژاپن است که در بازی‌های المپیک تابستانی ۱۹۶۰ شرکت کرد.